# UFC 73
UFC 73: Stacked  è stato un evento di arti marziali miste tenuto dalla Ultimate Fighting Championship il 7 luglio 2007 all'ARCO Arena di Sacramento, Stati Uniti.

## Retroscena
Chris Lytle avrebbe dovuto affrontare Jeff Joslin, ma quest'ultimo si infortunò in allenamento; il primo sostituto era Drew Fickett, ma anche lui subì un infortunio e alla fine venne scelto Jason Gilliam.
Jorge Gurgel doveva vedersela con il lottatore della WEC Jamie Varner, ma causa concomitanza di impegni con l'altra organizzazione Varner non fu disponibile e venne rimpiazzato da Diego Saraiva.
L'evento vide il debutto dell'ex campione Pride Antônio Rodrigo Nogueira.

## Risultati

### Card preliminare
- Incontro categoria Pesi Leggeri:  Mark Bocek contro  Frankie Edgar

Edgar sconfisse Bocek per KO Tecnico (colpi) a 4:55 del primo round.
- Incontro categoria Pesi Welter:  Chris Lytle contro  Jason Gilliam

Lytle sconfisse Gilliam per sottomissione (strangolamento triangolare) a 2:15 del primo round.
- Incontro categoria Pesi Leggeri:  Diego Saraiva contro  Jorge Gurgel

Gurgel sconfisse Saraiva per decisione unanime (30–27, 30–27, 30–27).
- Incontro categoria Pesi Mediomassimi:  Mike Nickels contro  Stephan Bonnar

Bonnar sconfisse Nickels per sottomissione (strangolamento da dietro) a 2:14 del primo round.

### Card principale
- Incontro categoria Pesi Massimi:  Antônio Rodrigo Nogueira contro  Heath Herring

Nogueira sconfisse Herring per decisione unanime (29–28, 29–28, 29–28).
- Incontro per il titolo dei Pesi Leggeri:  Sean Sherk (c) contro  Hermes Franca

Sherk sconfisse Franca per decisione unanime (50–45, 50–45, 49–46); successivamente venne annunciato che entrambi i lottatori risultarono positivi al test sul doping: di conseguenza Sherk venne privato del titolo.
- Incontro categoria Pesi Mediomassimi:  Tito Ortiz contro  Rashad Evans

L'incontro tra Ortiz ed Evans terminò in parità (28–28, 28–28, 28–28). Ortiz venne penalizzato di un punto nel secondo round per essersi aggrappato più volte alla rete.
- Incontro per il titolo dei Pesi Medi:  Anderson Silva (c) contro  Nate Marquardt

Silva sconfisse Marquardt per KO tecnico (colpi) a 4:30 del primo round mantenendo il titolo dei pesi medi.
- Incontro categoria Pesi Leggeri:  Kenny Florian contro  Alvin Robinson

Florian sconfisse Robinson per KO Tecnico (colpi) a 4:30 del primo round.

## Premi
Ai vincitori sono stati assegnati 60.000$ per i seguenti premi:
- Fight of the Night:  Diego Saraiva contro  Jorge Gurgel
- Knockout of the Night:  Chris Lytle
- Submission of the Night: nessuno